# بلوار لندن
بلوار لندن (انگلیسی: London Boulevard) یک فیلم در ژانر رمانتیک، نوآر، و درام به کارگردانی ویلیام موناهان است که در سال ۲۰۱۰ منتشر شد.

## بازیگران
- کالین فارل
- کیرا نایتلی
- دیوید تیولیس
- آنا فریل
- بن چاپلین
- ری وینستون
- ادی مارسن
- سانجیو بسکار
- استیون گراهام
- افلیا لاویبوند
- جیمی باور
- جیمی بلاکلی
- مت کینگ
- ولیبور توپیچ
- الن ویلیامز
- تونی وی
- اندرو هاویل
- سارا نایلز